# Cinco centavos John Kennedy
El Cinco centavos John Kennedy es el sello postal producido en homenaje a John Fitzgerald Kennedy, presidente de los Estados Unidos asesinado el 22 de noviembre de 1963. Es producido el 29 de mayo de 1964, el día de su 47.º cumpleaños, con un Sobre Primer Día en Boston, Massachusetts.

## Descripción
En un rectángulo puesto sobre largo, dos cuadrados:
- Retrato de Kennedy, según una fotografía de Bill Murphy por el periódico Los Angeles Times
- A la derecha, la llama eterna que quema sobre la tumba del presidente al Cementerio Nacional de Arlington en las afueras de la capital Washington.

Alrededor del sello, además del valor nominal y la mención "U.S. Postage", una cita extraído por su discurso inaugural de enero de 1961:
"...And the glow from that fire can truly light the world" (y el brillo de esto fuego puede verdaderamente iluminar el mundo)

## Concepción
La decisión de producir un sello después del asesinato en Dallas, Texas era puesto rápidamente, pero implicaba un ritmo de trabajo sostenido por poder imprimir los sellos y preparar los dos millones de sobres de primer día de Boston, y los miles de otros vendidos por todo el país. Lo que es más, Jackie Kennedy debía aceptar la maqueta.
Los primeros proyectos del Bureau of Engraving and Printing, órgano administrativo de cargado de la preparación de la emisión filatélicas, han rechazados en diciembre y en enero. Los Correos estadounidenses confían pues a la oficina de estudias privada Loewy/Smith, de Nueva York. Raymond Loewy acepta más por asegurar la reputación de su oficina, que por el dinero. El sello producía 500 dólares.
En tres meses, los diseñadores de Loewy conocieron muchos proyectos. Para preservar el secreto, las pruebas y trabajos del día son cerrados por Loewy en una caja de caudales, y aplicaba mismo su huella de su pulgar.
El color finalmente aceptado por Jackie Kennedy era en azul-gris, similar al que su esposa demandado por la decoración del avión presidencial Air Force One.